# 山田隆一

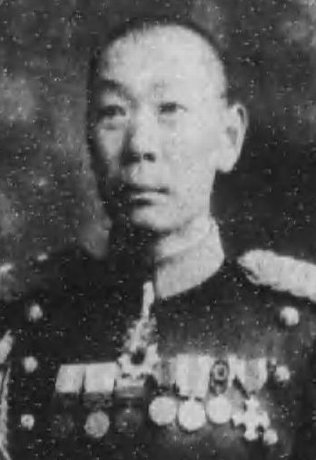
山田隆一

山田 隆一（やまだ たかかず、1868年9月2日（慶応4年7月16日） - 1919年（大正8年）3月8日）は、日本陸軍の軍人。最終階級は陸軍中将従三位。

## 経歴
山口県厚狭の平民山田貢四郎の二男として生まれる。1885年2月、分家し、一家を成す。1888年7月28日に陸軍士官学校（旧10期）を卒業し、陸軍少尉に任官。1891年11月、陸軍大学校に入学したが、日清戦争出征のため中退。戦後に復校し、1896年3月、陸大（10期）を優等で卒業した。
後備歩兵第6連隊中隊長、参謀本部付、軍務局課員、台湾兵站部副官、ドイツ駐在武官、軍務局課員（軍事課）、兼梨本宮守正王付武官などを歴任。日露戦争に第2軍参謀として出征し、功により勲三等、功三級を賜る。その後、軍務局課員、近衛歩兵第3連隊長、陸軍省副官、軍務局軍事課長などを経て、1911年9月、陸軍少将に昇進。
歩兵第11旅団長、陸軍歩兵学校長、軍務局長、陸軍次官などを歴任し、1916年8月、陸軍中将に進んだ。1918年10月、第5師団長に就任したが、翌年3月に現職のまま広島に於いて薨去。享年51。墓所は築地本願寺和田堀廟所。

## 栄典
位階
- 1907年（明治40年）12月27日 - 従五位[3]
- 1918年（大正7年）10月30日 - 正四位[4]

勲章等
- 1906年（明治39年）4月1日 - 功三級金鵄勲章・勲三等旭日中綬章・明治三十七八年従軍記章[5]
- 1915年（大正4年）11月7日 - 勲二等瑞宝章・大正三四年従軍記章[6]
- 1917年（大正6年）3月8日 - 戦捷記章[7]

## 親族
- 娘婿 周山満蔵（陸軍中将）
- 男 山田忍三